# Galatasaray Istanbul/Saison 2006/07

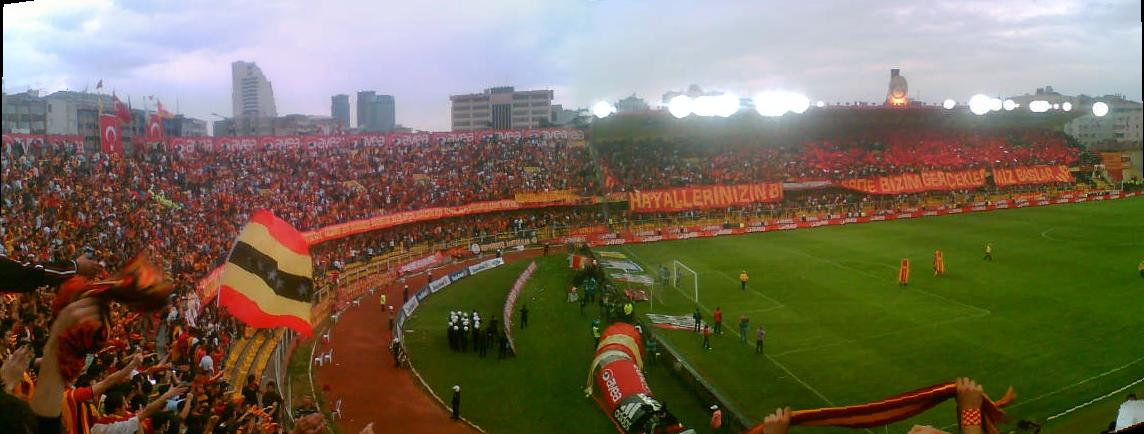
Das Ali Sami Yen Stadyumu vor dem Anpfiff des Derbys zwischen Galatasaray gegen Fenerbahçe.

Die Saison 2006/07 von Galatasaray Istanbul war die 99. Saison in der Vereinsgeschichte und die 49. Saison in der türkischen Liga, der Süper Lig. Der Klub beendete die Saison auf dem 3. Platz. Die Türkiye Kupası endete für Galatasaray Istanbul wie in der Vorsaison im Viertelfinale. In der UEFA Champions League schieden die Gelb-Roten in der Gruppenphase aus.

## Personalien

### Kader
| Nr.        | Nat.                 | Name             | Geburtsdatum  | im Verein seit | vorheriger Verein       |
| Torhüter   | Torhüter             | Torhüter         | Torhüter      | Torhüter       | Torhüter                |
| ---------- | -------------------- | ---------------- | ------------- | -------------- | ----------------------- |
| 01         | Kolumbien Libanon    | Faryd Mondragón  | 21. Juni 1971 | 2001           | FC Metz                 |
| 12         | Turkei Deutschland   | Aykut Erçetin    | 14. Sep. 1982 | 2002           | eigene Jugend           |
| 17         | Turkei               | Fevzi Elmas      | 9. Juni 1983  | 2005           | Dardanelspor            |
| Abwehr     |                      |                  |               |                |                         |
| 02         | Kroatien             | Stjepan Tomas    | 6. März 1976  | 2004           | Calcio Como             |
| 04         | Kamerun Frankreich   | Rigobert Song    | 1. Juli 1976  | 2004           | RC Lens                 |
| 05         | Turkei               | Orhan Ak         | 29. Sep. 1979 | 2003           | Kocaelispor             |
| 13         | Turkei               | Uğur Akdemir     | 22. Sep. 1988 | 2006           | eigene Jugend           |
| 21         | Turkei               | Emre Aşık        | 13. Dez. 1973 | 2006           | Beşiktaş Istanbul       |
| 25         | Turkei               | Ferhat Öztorun   | 8. Mai 1987   | 2005           | eigene Jugend           |
| 28         | Turkei               | Tolga Seyhan     | 17. Jan. 1977 | 2006           | Schachtar Donezk        |
| 38         | Turkei               | Anıl Karaer      | 4. Juli 1988  | 2006           | eigene Jugend           |
| 55         | Turkei               | Sabri Sarıoğlu   | 26. Juli 1984 | 2001           | eigene Jugend           |
| 67         | Turkei               | Ergün Penbe      | 17. Mai 1972  | 1993           | Gençlerbirliği Ankara   |
| Mittelfeld |                      |                  |               |                |                         |
| 07         | Turkei               | Okan Buruk       | 19. Okt. 1973 | 2006           | Beşiktaş Istanbul       |
| 11         | Turkei               | Hasan Şaş        | 1. Aug. 1976  | 1998           | MKE Ankaragücü          |
| 14         | Turkei               | Mehmet Topal     | 3. März 1986  | 2006           | Dardanelspor            |
| 16         | Argentinien Portugal | Marcelo Carrusca | 1. Sep. 1983  | 2006           | Estudiantes de La Plata |
| 18         | Turkei               | Ayhan Akman      | 23. Feb. 1977 | 2001           | Beşiktaş Istanbul       |
| 19         | Turkei               | Cihan Haspolatlı | 4. Jan. 1980  | 2002           | Kocaelispor             |
| 22         | Serbien              | Saša Ilić        | 30. Dez. 1977 | 2005           | FK Partizan Belgrad     |
| 23         | Japan                | Junichi Inamoto  | 18. Sep. 1979 | 2006           | West Bromwich Albion    |
| 24         | Turkei               | Mehmet Güven     | 30. Juli 1987 | 2006           | eigene Jugend           |
| 25         | Turkei               | Aydın Yılmaz     | 29. Jan. 1988 | 2006           | eigene Jugend           |
| ##         | Turkei               | Uğur Erdoğan     | 1. Jan. 1987  | 2005           | eigene Jugend           |
| Angriff    |                      |                  |               |                |                         |
| 09         | Turkei               | Hakan Şükür      | 1. Sep. 1971  | 2003           | Blackburn Rovers        |
| 10         | Turkei               | Necati Ateş      | 3. Jan. 1980  | 2005           | eigene Jugend           |
| 27         | Turkei               | Özgürcan Özcan   | 10. Apr. 1988 | 2005           | eigene Jugend           |
| 58         | Turkei               | Hasan Kabze      | 26. Mai 1982  | 2005           | Dardanelspor            |
| 66         | Turkei               | Arda Turan       | 30. Jan. 1987 | 2005           | eigene Jugend           |
| 99         | Turkei Deutschland   | Ümit Karan       | 1. Okt. 1976  | 2001           | Gençlerbirliği Ankara   |

#### Transfers
| Zugänge | Abgänge |
| --- | --- |
| Sommer 2006 - Uğur Akdemir (eigene Jugend) - Okan Buruk (Beşiktaş Istanbul) - Marcelo Carrusca (Estudiantes de La Plata) - Junichi Inamoto (West Bromwich Albion) - Özgürcan Özcan (eigene Jugend) - Tolga Seyhan (Schachtar Donezk) a. - Mehmet Topal (Dardanelspor) - Arda Turan (Manisaspor) w.a. Winter 2006/07 - Oğuz Sabankay (eigene Jugend) - Zafer Şakar (Denizlispor) w.a. | Sommer 2006 - Altan Aksoy (Çaykur Rizespor) - Cafercan Aksu (Istanbul BB) a. - Volkan Arslan (Ankaraspor) - Yalçın Ayhan (Kayseri Erciyesspor) - Uğur Demirok (Gaziantepspor) a. - Erkan Ferin (Istanbul BB) a. - Marek Heinz (AS Saint-Étienne) - Alioum Saidou (FC Nantes) - Zafer Şakar (Denizlispor) a. - Uğur Uçar (Kayserispor) a. Winter 2006/07 - Özgürcan Özcan (Kayserispor) a. - Oğuz Sabankay (Manisaspor) a. - Zafer Şakar (Samsunspor) a. |

## Spielkleidung
| Heim | Auswärts | Ausweich | Ausweich |

- Ausrüster: Adidas
- Trikotsponsor: Avea
- Ärmelsponsor: Cola Turka

## Saison
Alle Ergebnisse aus Sicht von Galatasaray Istanbul.
Die Tabelle listet alle Süper-Lig-Spiele des Vereins der Saison 2006/07 auf. Siege sind grün, Unentschieden gelb und Niederlagen rot markiert.

### Süper Lig
| ST | Datum              | Gegner                | Ort                              | Ergebnis  | Tor(e) für Galatasaray Istanbul                                             | Karte(n) für Galatasaray Istanbul                                                   |
| -- | ------------------ | --------------------- | -------------------------------- | --------- | --------------------------------------------------------------------------- | ----------------------------------------------------------------------------------- |
| 01 | 4. August 2006     | Ankaraspor            | 19 Mayıs Stadı, Ankara           | 1:1 (0:1) | 1:1 Ilić (82.)                                                              | keine                                                                               |
| 02 | 13. August 2006    | Kayserispor           | Ali Sami Yen Stadyumu, Istanbul  | 4:0 (1:0) | 1:0 Turan (44.), 2:0 Ilić (53.), 3:0 Ilić (65.), 4:0 Haspolatlı (69.)       | keine                                                                               |
| 03 | 19. August 2006    | Vestel Manisaspor     | 19 Mayıs Stadı, Manisa           | 2:2 (0:1) | 1:2 Ateş (71.), 2:2 Ilić (88. Foulelfmeter)                                 | Tomas (9.), Sarıoğlu (51.)                                                          |
| 04 | 26. August 2006    | Gaziantepspor         | Ali Sami Yen Stadyumu, Istanbul  | 2:2 (1:1) | 1:0 Ilić (20.), 2:2 Karan (75.)                                             | Buruk (77.), Şükür (90.)                                                            |
| 05 | 9. September 2006  | Denizlispor           | Atatürk Stadı, Denizli           | 1:1 (1:1) | 1:1 Şaş (17.)                                                               | Topal (79.)                                                                         |
| 06 | 17. September 2006 | Beşiktaş Istanbul     | Ali Sami Yen Stadyumu, Istanbul  | 1:0 (1:0) | 1:0 Karan (31. Foulelfmeter)                                                | Song (14.), Turan (24.), Sarıoğlu (25.), Şaş (58.)                                  |
| 07 | 23. September 2006 | Trabzonspor           | Hüseyin Avni Aker Stadı, Trabzon | 1:3 (1:2) | 1:2 Şükür (42.)                                                             | Mondragón (8.), Şükür (89.)                                                         |
| 08 | 30. September 2006 | Konyaspor             | Ali Sami Yen Stadyumu, Istanbul  | 3:3 (1:1) | 1:1 Akman (35.), 2:1 Ilić (51.), 3:1 Turan (55.)                            | Şaş (34.), Turan (40.)                                                              |
| 09 | 14. Oktober 2006   | MKE Ankaragücü        | Ali Sami Yen Stadyumu, Istanbul  | 1:1 (1:1) | 1:0 Karan (30.)                                                             | Yılmaz (29.), Song (54.)                                                            |
| 10 | 21. Oktober 2006   | Kayseri Erciyesspor   | Atatürk Stadı, Kayseri           | 2:1 (1:0) | 1:0 Karan (37.), 2:1 Karan (88. Foulelfmeter)                               | Ak (29.), Karan (44.), Akman (80.), Sarıoğlu (80.), Tomas (90.+2'), Ak (44.)        |
| 11 | 28. Oktober 2006   | Gençlerbirliği Ankara | Ali Sami Yen Stadyumu, Istanbul  | 1:0 (0:0) | 1:0 Şükür (69.)                                                             | Ilić (33.), Tomas (35.), Inamoto (42.), Haspolatlı (86.), Şaş (87.), Sarıoğlu (89.) |
| 12 | 5. November 2006   | Çaykur Rizespor       | Atatürk Stadı, Rize              | 1:2 (1:2) | 1:2 Ilić (42.)                                                              | Buruk (88.)                                                                         |
| 13 | 12. November 2006  | Sakaryaspor           | Ali Sami Yen Stadyumu, Istanbul  | 4:0 (1:0) | 1:0 Kabze (45.), 2:0 Yavuz (53. Eigentor), 3:0 Kabze (70.), 4:0 Şükür (89.) | keine                                                                               |
| 14 | 18. November 2006  | Antalyaspor           | Atatürk Stadı, Antalya           | 1:0 (0:0) | 1:0 Can (73. Eigentor)                                                      | keine                                                                               |
| 15 | 25. November 2006  | Sivasspor             | Ali Sami Yen Stadyumu, Istanbul  | 3:1 (3:0) | 1:0 Turan (5.), 2:0 Ilić (10.), 3:0 Karan (38.)                             | Haspolatlı (67.)                                                                    |
| 16 | 3. Dezember 2006   | Fenerbahçe Istanbul   | Şükrü Saracoğlu Stadı, Istanbul  | 1:2 (0:2) | 1:2 Karan (54.)                                                             | Karan (31.), Inamoto (42.), Şaş (45.), Haspolatlı (67.)                             |
| 17 | 10. Dezember 2006  | Bursaspor             | Ali Sami Yen Stadyumu, Istanbul  | 3:1 (0:1) | 1:1 Karan (5.), 2:1 Buruk (10.), 3:1 Sarıoğlu (90.+3')                      | Turan (21.), Seyhan (52.), Sarıoğlu (80.), Buruk (86.)                              |
| 18 | 27. Januar 2007    | Ankaraspor            | Ali Sami Yen Stadyumu, Istanbul  | 2:0 (1:0) | 1:0 Şükür (44.), 2:0 Sarıoğlu (84.)                                         | Song (34.)                                                                          |
| 19 | 4. Februar 2007    | Kayserispor           | Atatürk Stadı, Kayseri           | 0:0       | keine                                                                       | keine                                                                               |
| 20 | 11. Februar 2007   | Vestel Manisaspor     | Ali Sami Yen Stadyumu, Istanbul  | 4:0 (1:0) | 1:0 Karan (26.), 2:0 Karan (54.), 3:0 Karan (70.), 4:0 Karan (73.)          | Turan (46.), Sarıoğlu (57.)                                                         |
| 21 | 17. Februar 2007   | Gaziantepspor         | Kamil Ocak Stadı, Gaziantep      | 0:1 (0:0) | keine                                                                       | Inamoto (25.), Song (71.), Karan (72.)                                              |
| 22 | 23. Februar 2007   | Denizlispor           | Ali Sami Yen Stadyumu, Istanbul  | 1:1 (0:0) | 1:1 Şaş (62.)                                                               | Seyhan (65.)                                                                        |
| 23 | 3. März 2007       | Beşiktaş Istanbul     | İnönü Stadı, Istanbul            | 1:2 (0:1) | 1:1 Aşık (63.)                                                              | Aşık (7.), Akman (75.), Turan (78.), Güven (84.), Buruk (90+2'), Karan (90.+3')     |
| 24 | 11. März 2007      | Trabzonspor           | Ali Sami Yen Stadyumu, Istanbul  | 2:1 (1:0) | 1:0 Turan (17.), 2:1 Ilić (68.)                                             | Akman (44.), Erçetin (52.), Penbe (58.), Inamoto (61.), Ilić (66.)                  |
| 25 | 16. März 2007      | Konyaspor             | Atatürk Stadyumu, Konya          | 2:2 (1:1) | 1:0 Ilić (10.), 2:1 Kabze (51.)                                             | Penbe (15.), Aşık (66.), Güven (81.), Erçetin (85.), Karan (85.)                    |
| 26 | 1. April 2007      | MKE Ankaragücü        | 19 Mayıs Stadı, Ankara           | 2:1 (0:0) | 1:1 Ateş (62.), 2:1 Ateş (68.)                                              | Sarıoğlu (44.), Ateş (80.), Topal (89.), Şaş (88.)                                  |
| 27 | 6. April 2007      | Kayseri Erciyesspor   | Ali Sami Yen Stadyumu, Istanbul  | 0:1 (0:1) | keine                                                                       | Buruk (22.), Aşık (64.), Ilić (42.)                                                 |
| 28 | 13. April 2007     | Gençlerbirliği Ankara | 19 Mayıs Stadı, Ankara           | 3:1 (2:0) | 1:0 Karan (24. Foulelfmeter), 2:0 Ateş (30.), 3:0 Karan (67.)               | Karan (33.), Inamoto (64.), Şaş (78.)                                               |
| 29 | 22. April 2007     | Çaykur Rizespor       | Ali Sami Yen Stadyumu, Istanbul  | 3:1 (1:1) | 1:1 Ateş (42.), 2:1 Karan (48.), 3:1 Ateş (54.)                             | Sarıoğlu (32.), Ateş (42.), Haspolatlı (81.)                                        |
| 30 | 28. April 2007     | Sakaryaspor           | Atatürk Stadı, Sakarya           | 3:0 (3:0) | 1:0 Güven (29.), 2:0 Karan (33.), 3:0 Karan (44.)                           | Inamoto (51.), Güven (71.)                                                          |
| 31 | 6. Mai 2007        | Antalyaspor           | Ali Sami Yen Stadyumu, Istanbul  | 1:1 (0:1) | 1:1 Song (69.)                                                              | Güven (27.), Akman (77.)                                                            |
| 32 | 13. Mai 2007       | Sivasspor             | 4 Eylül Stadı, Sivas             | 1:1 (1:0) | 1:0 Karan (12.)                                                             | Inamoto (37.)                                                                       |
| 33 | 19. Mai 2007       | Fenerbahçe Istanbul   | Ali Sami Yen Stadyumu, Istanbul  | 1:2 (0:2) | 1:2 Turan (89.)                                                             | Haspolatlı (38.), Turan (78.), Ak (80.), Sarıoğlu (81.)                             |
| 34 | 25. Mai 2007       | Bursaspor             | Atatürk Stadı, Bursa             | 0:2 (0:1) | keine                                                                       | Ilić (56.), Karan (89.)                                                             |

### Türkiye Kupası
| Runde                   | Datum             | Gegner              | Ort                             | Ergebnis        | Tor(e) für Galatasaray Istanbul  | Karte(n) für Galatasaray Istanbul                   |
| ----------------------- | ----------------- | ------------------- | ------------------------------- | --------------- | -------------------------------- | --------------------------------------------------- |
| Gruppenphase            | 25. Oktober 2006  | Bursaspor           | Ali Sami Yen Stadyumu, Istanbul | 2:1 (0:1)       | 1:1 Ateş (51.), 2:1 Karan (76.)  | Haspolatlı (87.)                                    |
| Gruppenphase            | 8. November 2006  | Karşıyaka SK        | Atatürk Stadı, Izmir            | 2:1 (0:0)       | 1:0 Karan (62.), 2:0 Kabze (74.) | Buruk (68.), Topal (86.)                            |
| Gruppenphase            | 16. Dezember 2006 | Kayserispor         | Ali Sami Yen Stadyumu, Istanbul | 1:0 (0:0)       | 1:0 Tomas (60.)                  | Inamoto (79.)                                       |
| Gruppenphase            | 20. Dezember 2006 | Kayseri Erciyesspor | Atatürk Stadı, Kayseri          | 1:4 (1:2)       | 1:1 Sarıoğlu (8.)                | Erçetin (4.), Seyhan (41.), Buruk (53.), Ateş (74.) |
| Viertelfinale-Hinspiel  | 1. Februar 2007   | Kayseri Erciyesspor | Atatürk Stadı, Kayseri          | 0:0             | keine                            | Akman (54.), Öztorun (61.)                          |
| Viertelfinale-Rückspiel | 27. Februar 2007  | Kayseri Erciyesspor | Ali Sami Yen Stadyumu, Istanbul | 1:1 n. V. (0:0) | 1:1 Turan (92.)                  | Seyhan (44.), Şaş (67.), Öztorun (89.)              |

### UEFA Champions League

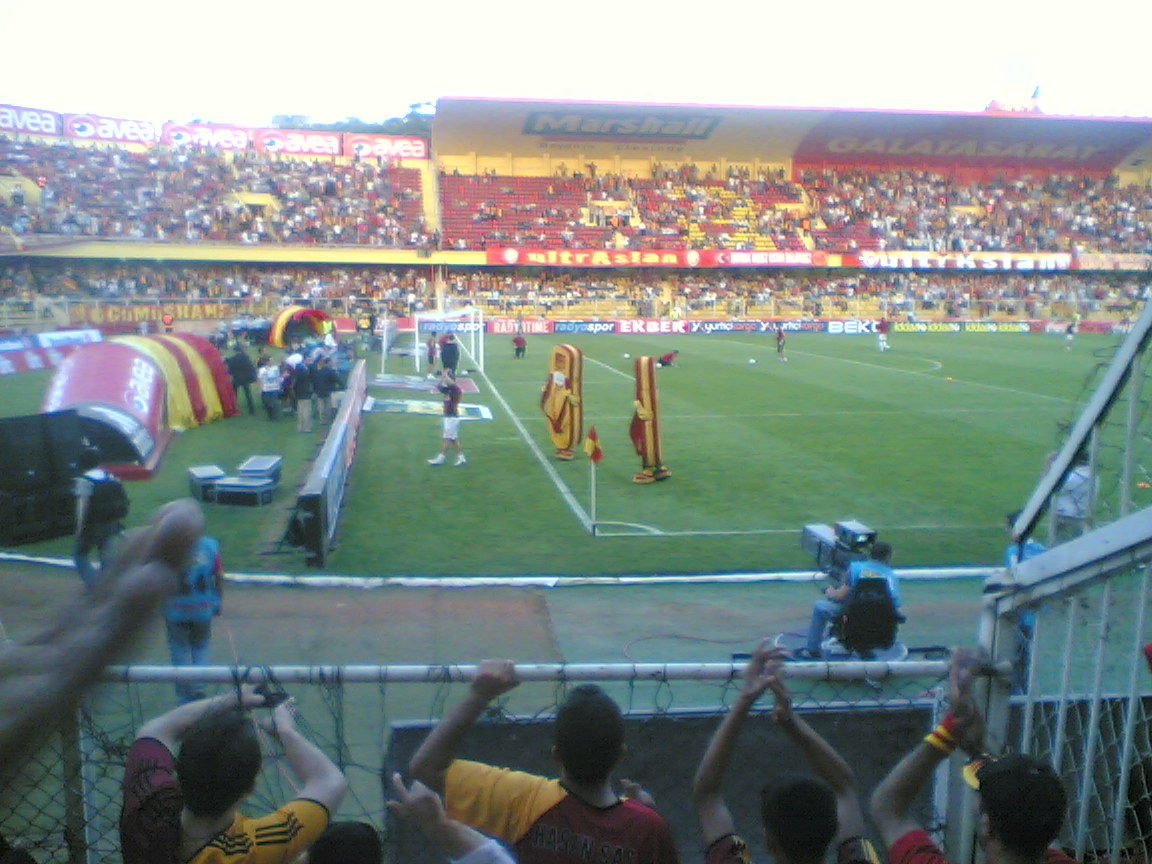
Vor dem Anpfiff der Partie zwischen Galatasaray und FK Mladá Boleslav.

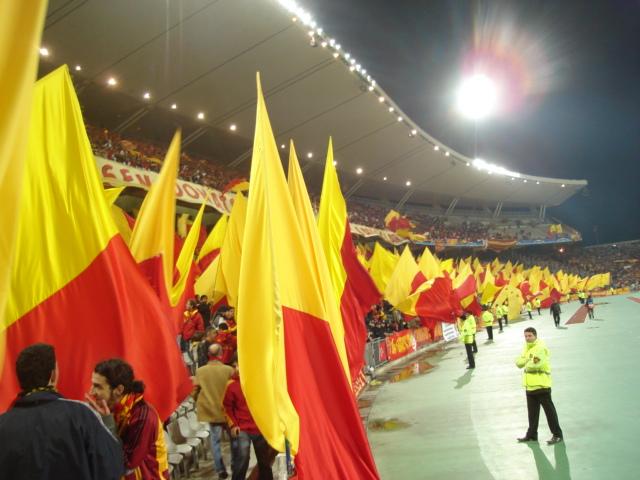
Die Gegentribüne im Atatürk-Olympiastadion beim Spiel Galatasaray gegen PSV Eindhoven.

| Runde                            | Datum              | Gegner             | Ort                              | Ergebnis  | Tor(e) für Galatasaray Istanbul                                                                   | Karte(n) für Galatasaray Istanbul                         |
| -------------------------------- | ------------------ | ------------------ | -------------------------------- | --------- | ------------------------------------------------------------------------------------------------- | --------------------------------------------------------- |
| 3. Qualifikationsrunde-Hinspiel  | 9. August 2006     | FK Mladá Boleslav  | Ali Sami Yen Stadyumu, Istanbul  | 5:2 (2:0) | 1:0 Ilić (3. Foulelfmeter), 2:0 Turan (43.), 3:0 Şükür (49.), 4:0 Turan (60.), 5:2 Sarıoğlu (90.) | Akman (41.)                                               |
| 3. Qualifikationsrunde-Rückspiel | 23. August 2006    | FK Mladá Boleslav  | Městský stadion Mladá Boleslav   | 1:1 (0:0) | 1:0 Şaş (72.)                                                                                     | Buruk (18.), Şaş (42.), Sarıoğlu (90.+1')                 |
| Gruppenphase                     | 12. September 2006 | Girondins Bordeaux | Atatürk-Olympiastadion, Istanbul | 0:0       | keine                                                                                             | keine                                                     |
| Gruppenphase                     | 27. September 2006 | FC Liverpool       | Anfield, Liverpool               | 2:3 (0:2) | 1:3 Karan (59.), 2:3 Karan (65.)                                                                  | Akman (35.), Şaş (84.)                                    |
| Gruppenphase                     | 18. Oktober 2006   | PSV Eindhoven      | Atatürk-Olympiastadion, Istanbul | 1:2 (1:0) | 1:0 Ilić (19.)                                                                                    | Ak (32.), Akman (34.), Tomas (89.)                        |
| Gruppenphase                     | 31. Oktober 2006   | PSV Eindhoven      | Philips Stadion, Eindhoven       | 0:2 (0:0) | keine                                                                                             | Turan (27.), Haspolatlı (73.), Inamoto (89.), Tomas (38.) |
| Gruppenphase                     | 22. November 2006  | Girondins Bordeaux | Stade Chaban-Delmas, Bordeaux    | 1:3 (0:1) | 1:3 Inamoto (73.)                                                                                 | Sarıoğlu (7.), Şaş (45.+1'), Inamoto (49.), Turan (59.)   |
| Gruppenphase                     | 5. Dezember 2006   | FC Liverpool       | Atatürk-Olympiastadion, Istanbul | 3:2 (2:1) | 1:1 Ateş (24.), 2:1 Buruk (28.), 3:1 Ilić (79.)                                                   | Inamoto (58.)                                             |

### Süper Kupa
| Datum         | Gegner            | Ort                                  | Ergebnis  | Tor(e) für Galatasaray Istanbul | Karte(n) für Galatasaray Istanbul   |
| ------------- | ----------------- | ------------------------------------ | --------- | ------------------------------- | ----------------------------------- |
| 30. Juni 2006 | Beşiktaş Istanbul | Commerzbank-Arena, Frankfurt am Main | 0:1 (0:0) | keine                           | Şaş (48.), Song (55.), Seyhan (86.) |

### Freundschaftsspiele
Diese Tabelle führt die ausgetragenen Freundschaftsspiele auf.

| Datum           | Gegner                   | Ort                               | Ergebnis  | Tor(e) für Galatasaray Istanbul                                  | Karte(n) für Galatasaray Istanbul |
| --------------- | ------------------------ | --------------------------------- | --------- | ---------------------------------------------------------------- | --------------------------------- |
| 8. Juli 2006    | Germinal Beerschot       | Wilhelm-II.-Stadion, Tilburg      | 0:1 (0:1) | keine                                                            | Güven (25.)                       |
| 10. Juli 2006   | Lierse SK                | Herman Vanderpoortenstadion, Lier | 1:1 (1:1) | 1:1 Akman (18.)                                                  | keine                             |
| 14. Juli 2006   | RWDM Brussels FC         | n. a.                             | 4:1 (1:0) | 1:0 Ilić (20.), 2:0 Şükür (46.), 3:0 Ateş (58.), 4:1 Özcan (79.) | n. a.                             |
| 23. Juli 2006   | Bursaspor                | n. a.                             | 2:3 (2:2) | 1:0 Sarıoğlu (5.), 2:2 Şükür (22.)                               | n. a.                             |
| 28. Juli 2006   | Borussia Mönchengladbach | Borussia-Park, Mönchengladbach    | 1:1 (1:0) | 1:0 Özcan (24.)                                                  | keine                             |
| 17. Januar 2007 | Hertha BSC               | Atatürk Stadı, Izmir              | 0:1 (0:0) | keine                                                            | keine                             |
| 20. Januar 2007 | Denizlispor              | Ali Sami Yen Stadyumu, Istanbul   | 2:1 (0:0) | 1:0 Karan (18.), 2:1 Kabze (65.)                                 | Seyhan (65.)                      |

### Efes Pilsen Cup
| Datum           | Gegner              | Ort                    | Ergebnis                        | Tor(e) für Galatasaray Istanbul | Karte(n) für Galatasaray Istanbul |
| --------------- | ------------------- | ---------------------- | ------------------------------- | ------------------------------- | --------------------------------- |
| 9. Januar 2007  | Feyenoord Rotterdam | Atatürk Stadı, Antalya | 1:2 (1:1)                       | 1:1 Ateş (42.)                  | Yılmaz (90.)                      |
| 10. Januar 2007 | Beşiktaş Istanbul   | Atatürk Stadı, Antalya | 1:1 n. V. (1:1, 1:0), 5:6 i. E. | 1:0 Karan (9.)                  | keine                             |

## Statistiken

### Teamstatistik
| Wettbewerb            | Punkte | daheim | daheim | daheim | daheim | daheim | auswärts | auswärts | auswärts | auswärts | auswärts | Gesamt | Gesamt | Gesamt | Gesamt | Gesamt | Tordifferenz |
| Wettbewerb            | Punkte | Sp     | S      | U      | N      | TV     | Sp       | S        | U        | N        | TV       | Sp     | S      | U      | N      | TV     | Tordifferenz |
| --------------------- | ------ | ------ | ------ | ------ | ------ | ------ | -------- | -------- | -------- | -------- | -------- | ------ | ------ | ------ | ------ | ------ | ------------ |
| Süper Lig             | 56     | 17     | 10     | 5      | 2      | 36:15  | 17       | 5        | 6        | 6        | 22:22    | 34     | 15     | 11     | 8      | 58:37  | +21          |
| Türkiye Kupası        | –      | 3      | 2      | 1      | 0      | 4:1    | 3        | 1        | 1        | 1        | 3:5      | 6      | 3      | 2      | 1      | 7:6    | +1           |
| UEFA Champions League | –      | 4      | 2      | 1      | 1      | 9:6    | 4        | 0        | 1        | 3        | 4:9      | 8      | 2      | 2      | 4      | 13:15  | −2           |
| Gesamt                | 56     | 24     | 14     | 7      | 3      | 49:22  | 24       | 6        | 8        | 10       | 29:36    | 48     | 20     | 15     | 13     | 78:58  | +20          |

### Saisonverlauf
| Spieltag | 1 | 2 | 3 | 4 | 5 | 6 | 7 | 8 | 9 | 10 | 11 | 12 | 13 | 14 | 15 | 16 | 17 | 18 | 19 | 20 | 21 | 22 | 23 | 24 | 25 | 26 | 27 | 28 | 29 | 30 | 31 | 32 | 33 | 34 |
| -------- | - | - | - | - | - | - | - | - | - | -- | -- | -- | -- | -- | -- | -- | -- | -- | -- | -- | -- | -- | -- | -- | -- | -- | -- | -- | -- | -- | -- | -- | -- | -- |
| Spielort | A | H | A | H | A | H | A | H | H | A  | H  | A  | H  | A  | H  | A  | H  | H  | A  | H  | A  | H  | A  | H  | A  | A  | H  | A  | H  | A  | H  | A  | H  | A  |
| Resultat | U | S | U | U | U | S | N | U | U | S  | S  | N  | S  | S  | S  | N  | S  | S  | U  | S  | N  | U  | N  | S  | U  | S  | N  | S  | S  | S  | U  | U  | N  | N  |
| Platz    | 5 | 2 | 4 | 7 | 9 | 8 | 5 | 4 | 4 | 4  | 4  | 4  | 3  | 2  | 2  | 2  | 2  | 2  | 2  | 2  | 2  | 2  | 2  | 3  | 3  | 3  | 3  | 3  | 3  | 3  | 3  | 3  | 3  | 3  |

Quelle: https://www.weltfussball.de/spielplan/tur-sueper-lig-2006-2007
Legende: Spielort: H = Heim; A = Auswärts. Resultat: S = Sieg; U = Unentschieden; N = Niederlage

### Spielerstatistiken
| Spieler          | Süper Lig | Süper Lig | Süper Lig   | Süper Lig  | Türkiye Kupası / Süper Kupa | Türkiye Kupası / Süper Kupa | Türkiye Kupası / Süper Kupa | Türkiye Kupası / Süper Kupa | UEFA Champions League | UEFA Champions League | UEFA Champions League | UEFA Champions League | Total    | Total | Total       | Total      |
| Spieler          | Einsätze  | Tore      | Gelbe Karte | Rote Karte | Einsätze                    | Tore                        | Gelbe Karte                 | Rote Karte                  | Einsätze              | Tore                  | Gelbe Karte           | Rote Karte            | Einsätze | Tore  | Gelbe Karte | Rote Karte |
| ---------------- | --------- | --------- | ----------- | ---------- | --------------------------- | --------------------------- | --------------------------- | --------------------------- | --------------------- | --------------------- | --------------------- | --------------------- | -------- | ----- | ----------- | ---------- |
| Orhan Ak         | 21        | 0         | 3           | 1          | 2                           | 0                           | 0                           | 0                           | 5                     | 0                     | 1                     | 0                     | 28       | 0     | 4           | 1          |
| Uğur Akdemir     | 0         | 0         | 0           | 0          | 1                           | 0                           | 0                           | 0                           | 0                     | 0                     | 0                     | 0                     | 1        | 0     | 0           | 0          |
| Ayhan Akman      | 31        | 1         | 5           | 0          | 5                           | 0                           | 1                           | 0                           | 6                     | 0                     | 3                     | 0                     | 42       | 1     | 9           | 0          |
| Emre Aşık        | 12        | 1         | 3           | 0          | 1                           | 0                           | 0                           | 0                           | 1                     | 0                     | 0                     | 0                     | 14       | 1     | 3           | 0          |
| Necati Ateş      | 20        | 6         | 2           | 0          | 6                           | 1                           | 1                           | 0                           | 4                     | 1                     | 0                     | 0                     | 30       | 8     | 3           | 0          |
| Okan Buruk       | 15        | 1         | 5           | 0          | 4                           | 0                           | 2                           | 0                           | 3                     | 1                     | 0                     | 0                     | 22       | 2     | 7           | 0          |
| Marcelo Carrusca | 12        | 0         | 0           | 0          | 3                           | 0                           | 0                           | 0                           | 2                     | 0                     | 0                     | 0                     | 17       | 0     | 0           | 0          |
| Fevzi Elmas      | 0         | 0         | 0           | 0          | 2                           | 0                           | 0                           | 0                           | 0                     | 0                     | 0                     | 0                     | 2        | 0     | 0           | 0          |
| Aykut Erçetin    | 4         | 0         | 2           | 0          | 2                           | 0                           | 0                           | 1                           | 0                     | 0                     | 0                     | 0                     | 6        | 0     | 2           | 1          |
| Mehmet Güven     | 9         | 1         | 4           | 0          | 3                           | 0                           | 0                           | 0                           | 1                     | 0                     | 0                     | 0                     | 13       | 1     | 4           | 0          |
| Cihan Haspolatlı | 20        | 1         | 5           | 0          | 6                           | 0                           | 1                           | 0                           | 8                     | 0                     | 1                     | 0                     | 34       | 1     | 7           | 0          |
| Saša Ilić        | 29        | 10        | 3           | 1          | 5                           | 0                           | 0                           | 0                           | 8                     | 3                     | 0                     | 0                     | 42       | 13    | 3           | 1          |
| Junichi Inamoto  | 25        | 0         | 7           | 0          | 4                           | 0                           | 1                           | 0                           | 5                     | 1                     | 3                     | 0                     | 34       | 1     | 11          | 0          |
| Hasan Kabze      | 22        | 3         | 0           | 0          | 6                           | 1                           | 0                           | 0                           | 1                     | 0                     | 0                     | 0                     | 29       | 4     | 0           | 0          |
| Anıl Karaer      | 0         | 0         | 0           | 0          | 0                           | 0                           | 0                           | 0                           | 0                     | 0                     | 0                     | 0                     | 0        | 0     | 0           | 0          |
| Ümit Karan       | 28        | 18        | 7           | 0          | 5                           | 2                           | 0                           | 0                           | 6                     | 2                     | 0                     | 0                     | 39       | 22    | 7           | 0          |
| Faryd Mondragón  | 30        | 0         | 1           | 0          | 4                           | 0                           | 0                           | 0                           | 8                     | 0                     | 0                     | 0                     | 42       | 0     | 1           | 0          |
| Özgürcan Özcan   | 2         | 0         | 0           | 0          | 2                           | 0                           | 0                           | 0                           | 1                     | 0                     | 0                     | 0                     | 5        | 0     | 0           | 0          |
| Ferhat Öztorun   | 9         | 0         | 0           | 0          | 2                           | 0                           | 2                           | 0                           | 1                     | 0                     | 0                     | 0                     | 12       | 0     | 2           | 0          |
| Ergün Penbe      | 8         | 0         | 2           | 0          | 3                           | 0                           | 0                           | 0                           | 3                     | 0                     | 0                     | 0                     | 14       | 0     | 2           | 0          |
| Oğuz Sabankay    | 1         | 0         | 0           | 0          | 1                           | 0                           | 0                           | 0                           | 0                     | 0                     | 0                     | 0                     | 2        | 0     | 0           | 0          |
| Sabri Sarıoğlu   | 30        | 2         | 9           | 0          | 7                           | 1                           | 0                           | 0                           | 8                     | 1                     | 1                     | 0                     | 45       | 4     | 10          | 0          |
| Hasan Şaş        | 20        | 2         | 5           | 1          | 4                           | 0                           | 2                           | 0                           | 6                     | 1                     | 2                     | 0                     | 30       | 3     | 9           | 1          |
| Tolga Seyhan     | 4         | 0         | 2           | 0          | 5                           | 0                           | 3                           | 0                           | 2                     | 0                     | 0                     | 0                     | 11       | 0     | 5           | 0          |
| Rigobert Song    | 25        | 1         | 4           | 0          | 3                           | 0                           | 1                           | 0                           | 7                     | 0                     | 0                     | 0                     | 35       | 1     | 5           | 0          |
| Hakan Şükür      | 26        | 4         | 2           | 0          | 1                           | 0                           | 0                           | 0                           | 6                     | 1                     | 0                     | 0                     | 33       | 5     | 2           | 0          |
| Stjepan Tomas    | 32        | 0         | 3           | 0          | 4                           | 1                           | 0                           | 0                           | 7                     | 0                     | 1                     | 1                     | 43       | 1     | 4           | 1          |
| Mehmet Topal     | 11        | 0         | 2           | 0          | 2                           | 0                           | 1                           | 0                           | 4                     | 0                     | 0                     | 0                     | 17       | 0     | 3           | 0          |
| Arda Turan       | 26        | 5         | 6           | 0          | 3                           | 1                           | 0                           | 0                           | 7                     | 2                     | 1                     | 1                     | 36       | 8     | 7           | 1          |
| Uğur Uçar        | 0         | 0         | 0           | 0          | 0                           | 0                           | 0                           | 0                           | 1                     | 0                     | 0                     | 0                     | 1        | 0     | 0           | 0          |
| Aydın Yılmaz     | 3         | 0         | 1           | 0          | 2                           | 0                           | 0                           | 0                           | 1                     | 0                     | 0                     | 0                     | 6        | 0     | 1           | 0          |